# Каліфорнія (півострів)
Піво́стрів Каліфо́рнія, Ни́жня Каліфо́рнія, Ба́ха-Каліфо́рнія — довгий та вузький півострів на заході Мексики, що омивається водами Тихого океану на заході й Каліфорнійської затоки на сході. Його довжина становить 1220 км, мінімальна ширина — 40 км, а максимальна ширина — 240 км. Довжина берегової лінії складає 3280 км, уздовж узбережжя півострова лежить безліч островів. На півострові розташовані мексиканські штати Баха-Каліфорнія та Баха-Каліфорнія-Сур. Велику частину півострова займає пустеля Сонора.
На півночі півострів прилягає до американського штату Каліфорнія і західної частини мексиканського штату Сонора, на заході його омиває Тихий океан, а на сході Каліфорнійська затока. Обидва узбережжя вельми відрізняються одне від одного. На західному узбережжі, уздовж якого протікає холодна морська течія з глибин Тихого океану, можна спостерігати китів, що мігрують до тропічних широт і назад. Каліфорнійська затока, що також іменується на честь свого відкривача «Морем Кортеса», більш схожа на Середземне море, оскільки температура води в ньому істотно вища. На півночі затоки в неї впадає річка Колорадо або те, що від неї залишається нижче греблі Гувера.
На півночі затоки через високі амплітуди припливів і відпливів на мілководді існують сильні течії. Далі на південь затока вельми тиха. У деяких місцях вночі можна спостерігати цікаві феномени біолюмінесценції, а також дельфінів і тюленів під час полювання. У західного узбережжя півострова зосереджені значущі риболовецькі простори. Небо на тихоокеанському узбережжі часто затягнуте хмарами. Влітку тумани на ньому тримаються далеко за полудень.
Єдиною трасою, що йде через весь півострів з півночі на південь, з 1976 року є Транспівострівне шосе. Вона веде від кордону зі США до найпівденнішого населеного пункту півострова Кабо-Сан-Лукас. Він є четвертим за розміром морським курортом Мексики після Канкуна, Пуерто-Вальярти і Акапулько.